# Jay Electronica
Jay Electronica, de son vrai nom Elpadaro F. Thedford, né le 19 septembre 1976 à La Nouvelle-Orléans, en Louisiane, est un rappeur et producteur américain. Electronica se popularise après la publication de sa composition Act I: Eternal Sunshine (The Pledge), sur sa page MySpace en 2007, et est considérée comme un « classique qui ne vieillit pas » par le magazine Vibe. À la fin de 2009, il publie deux singles, produits par Just Blaze, Exhibit A et Exhibit C, le dernier ayant remporté un Sucker Free Summit Award for Instant Classic. En novembre 2010, Jay Electronica signe au label Roc Nation de Jay-Z.

## Biographie
Jay Electronica est né le 19 septembre 1976, à La Nouvelle-Orléans, dans les Magnolia Projects renommées pour un taux de criminalité élevé, et dévastées en 2005 par l'ouragan Katrina. Jay Electronica se lance dans le rap grâce à son oncle. À 19 ans, Jay Electronica quitte La Nouvelle-Orléans pour poursuivre sa carrière musicale. Issu d'un mode de vie nomade, il trouve refuge dans des cités de Philadelphie, Baltimore, Détroit, et New York, puis brièvement d'Atlanta. De club en club, et de scène en scène, Electronica est souvent hué à cause de son accent sudiste et ses termes argotiques. « À mes débuts, quand j'ai quitté la maison, je voulais pas qu'on sache que j'étais du Sud », explique Jay Electronica. « Pas depuis toujours mais depuis que je suis rappeur, à cause de tous les trucs négatifs que les gens balancent sur le Sud. »
La carrière d'Electronica prend réellement forme à Détroit lorsqu'il s'associe avec le rappeur local Johnnie Last. À Détroit, Electronica rencontre le producteur et ingénieur-son Mike « Chav » Chavarria, actuellement un collaborateur habituel, qui le présentera à J Dilla et Mr. Porter,.
Jay Electronica se popularise significativement grâce à Act 1: Eternal Sunshine (The Pledge), publié sur sa page MySpace en 2007. Sa nature musicale mène à un intérêt grandissant du public pour Electronica. Des chansons mises en ligne sur Internet, et extraites de l'EP Style Wars circulent massivement, et d'autres chansons, comme Dimethyltryptamine commencent à apparaître. En janvier 2008, le Gilles Peterson Worldwide de Giles Peterson se consacre au rappeur. HipHopDX le considère en 2008 comme « sans doute... le nouveau emcee dont on a le plus souvent parlé l'année dernière... à la fois... plus comme un mythe ou une légende urbaine que rappeur », et URB crée une histoire fictive sous le titre de Jay Electronica: A Spotless Mind :: An MC’s Mystery Revealed, qui fait référence à l'artiste comme « une sorte de Jack Kerouac du hip-hop. »
Un article de Jeff Weiss pour le L.A. Weekly, Jay Electronica: Much Better Than His Name Would Suggest, explique que le rappeur peut être décrit comme « le rappeurs ayant fait le plus parler de lui en 2008 » ; URB décrit l'album similaire à ceux de Nas et Pharoahe Monch,
Le 12 novembre 2010, Jay-Z annonce officiellement Jay Electronica comme membre de son label Roc Nation, qui recense des artistes comme J. Cole, et Willow Smith. Avant sa signature chez Roc Nation en 2010, Jay Electronica était le signé protégé de Bad Boy Records, un label dirigé par Sean « Diddy » Combs. En juillet 2011, Jay Electronica annonce sur Twitter avoir achevé son album, Act II: Patents of Nobility (The Turn). Le 10 octobre 2011, Jay Electronica publie la chanson Call of Duty en featuring avec Prodigy de Mobb Deep. Il explique que le single ne sera pas sur l'album. Le 8 mars 2012, Jay Electronica explique que son album sera publié au label Roc Nation. Le 15 mars 2014, Jay Electronica publie la chanson Better In Tune With The Infinite en featuring avec LaTonya Givens. La chanson reprend le monologue du professeur Marvel dans le film Le magicien d'Oz. Act II: Patents of Nobility (The Turn) ne sera finalement pas commercialisé.
Le 6 mars 2015, Jay Electronica publie Road to Perdition en featuring avec Jay-Z. La chanson reprend le discours A Time for Choosing de Ronald Reagan.
Il publie son premier album studio, A Written Testimony, en mars 2020. Jay-Z participe, de manière non créditée, à la majeure partie de l'album.

### Vie privée
Jay Electronica et la chanteuse Erykah Badu ont une fille nommée Mars Merkaba Allah, née le 1er février 2009,. Le 2 juin 2012, il est annoncé que l'épouse de Ben Goldsmith, Kate Rothschild, aurait trompé son mari pendant un an avec Electronica. Après la découverte de messages entre lui et Rothschild, avec qui il a mis au monde trois enfants et est resté pendant onze ans, Goldsmith annonce son divorce pour des cas d'adultère. Electronica est affilié à la Five-Percent Nation et à la Nation of Islam. Il réside actuellement à Londres, au Royaume-Uni.

## Discographie

### Albums studio
- 2020 : A Written Testimony

### EP
- 2004 : Style Wars EP

### Mixtapes
- 2007 : Act I: Eternal Sunshine of a Spotless Mind (The Pledge)

### Album collaboratif
- 2008 : FWMJ & Jay Electronica Present Scratches & Demo Tape Volume I
- 2020 :  A Written Testimony

### Singles
- 2009 : Exhibit A (Transformations)[20]
- 2009 : Exhibit C[21]